# Noto (Wein)
Unter der Bezeichnung Noto DOC werden Weiß- und Rotweine sowie Schaumweine im Freien Gemeindekonsortium Syrakus auf Sizilien produziert. Seit 1974 besitzen die Weine eine „kontrollierte Herkunftsbezeichnung“ (Denominazione di origine controllata – DOC), die zuletzt am 7. März 2014 aktualisiert wurde. Noto liegt etwa 30 Kilometer südwestlich von Syrakus an der Südostabdachung der Hybäischen Berge, wenige Kilometer von der Küste des Ionischen Meeres entfernt. Wie die DOC/DOP Syrakus ist auch die DOC/DOP Noto vor allem für Weine bekannt, die aus der Gelben Muskateller-Traube gewonnen werden. Die Denomination wurde 1974 auch ausschließlich für Muskatweine, und zwar einen trocken ausgebauten sortenreinen Muskat, einen Liquoroso aus dieser Traube und einen süßen Spumante eingerichtet. 2008 wurden die Regularien geändert und die Liste der DOC/DOP Weine erweitert.
Auch Noto hatte, als vor allem auf Süßweine ausgerichtetes Weinbaugebiet, mit starken wirtschaftlichen Schwierigkeiten und einem erheblichen Verlust an Rebflächen zu kämpfen, doch geriet es nicht wie die Nachbardenomination Syrakus an den Rand des völligen Verschwindens. Vor allem der Export großer Mengen an Rotweinen nach Oberitalien und nach Frankreich, wo sie als Beiweine in verschiedensten Cuvées verwendet wurden, ermöglichte vielen Betrieben das wirtschaftliche Überleben, vor allem aber auch den Fortbestand einer kleinen, eigenen Produktion an Qualitätsweinen. Obwohl auch die Muskatweine von Noto eine große Geschichte haben, standen sie immer ein wenig im Schatten jener aus Syrakus. Sie galten als Weine mit geringerem Alterungspotential, die am besten relativ jung zu konsumieren wären. Heute haben sich diese Qualitätsunterschiede – so sie denn überhaupt bestanden – weitgehend nivelliert.
Außer für seine Muskatweine ist die Denomination vor allem für Rotweine aus der Nero d’Avola bekannt, die ihren Namen von der Stadt Avola ableitet, die in diesem Weinbaugebiet liegt. Seitdem in der Region wieder intensiv in Kellertechnik investiert wird und Rebflächen neu mit qualitativ hochwertigen Reben bestockt werden, gewinnen diese trockenen Rotweine merklich an Qualität und kommen in großen Quantitäten in den internationalen Handel.
Zum Teil innerhalb der DOC/DOP Noto liegt die Denomination Eloro (Wein). Sie dehnt sich westwärts über Ispica aus und erreicht etwas südlich von Noto das Ionische Meer. In diesem Weinbaugebiet werden als DOC-Weine Rosé- und Rotweine gekeltert, die aus zum Teil selten gewordenen Reben wie der Frappato oder der hier Pignatello genannten Perricone bestehen.

## Anbau
Der Anbau ist auf folgende Gemeinden begrenzt: Noto, Rosolini, Pachino und Avola, alle im Freien Gemeindekonsortium Syrakus.

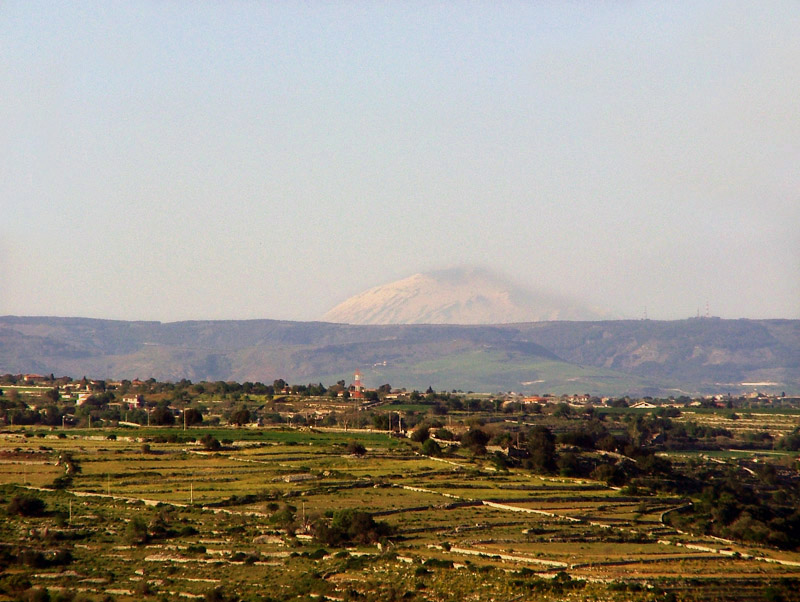
Landschaft innerhalb der Denomination mit zum Teil landwirtschaftlich genutzten Flächen. In der Bildmitte die Monti Iblei, im Hintergrund der Ätna

Die Denomination erstreckt sich südlich und südwestlich von Syrakus entlang dem Ionischen Meer bis zur Südostspitze der Insel südlich des Kaps von Passero. In diesem Gebiet überlappen die Denominationsgebiete Noto und Eloro. Die DOC Noto reicht einige Kilometer ins hügelige Hinterland bis zu den Ausläufern der Monti Iblei, am weitesten im südlichen Teil in der Gegend um Rosolini. Weinbau wird sowohl im küstennahen Tiefland als auch im Hügelland bis etwa in Höhen von 300 Metern betrieben. Die früher ebenfalls bewirtschafteten noch höher gelegenen, terrassierten Hanglagen wurden weitgehend aufgegeben.
Die Rebflächen stehen vor allem auf sehr hellen, nährstoffarmen und durchlässigen Kalkböden, gelegentlich auch auf Terra rossa und etwas schwereren Lehm- und Tonböden. Vulkanerden sind in diesem Gebiet eher selten.
Das Klima ist mediterran mit sehr heißen, trockenen Sommern und milden, feuchten Wintern. Von Mai bis Anfang September fällt kaum Niederschlag; der dadurch entstehende Wasserstress kann durch Tropfbewässerung verhindert werden. Die Temperaturen liegen häufig über 30 °C und übersteigen gelegentlich 35 °C. An der Küste werden diese hohen Temperaturen etwas durch einen leicht kühlenden Seewind gemildert. Vom Oktober bis März fällt häufig Regen; der regenreichste Monat ist der Oktober. Milde Frostnächte ohne Schadpotential kommen gelegentlich vor.

## Erzeugung
Die Regularien der DOC schreiben keine bestimmte Reberziehung vor. Ursprünglich wird wohl ausschließlich eine hier alberello impupato genannte Form der Buscherziehung praktiziert worden sein, heute werden neue Rieden meist in niederen Spalieren angelegt. Die Lese der Muskattrauben beginnt Mitte August und endet in der ersten Septemberwoche, die Trauben der Nero d’Avola werden ab der zweiten Septemberwoche gelesen.
Die Weine der DOC Noto sind in Bezug auf ihre Vinifizierung und in ihrer Charakteristik jenen aus der DOC Siracusa sehr ähnlich. Vor allem die Muskatweine, die noch immer die Spitzenprodukte des Gebietes darstellen, gelten als etwas leichter und frischer, ihr sortentypisches Muskataroma soll aber vielfach intensiver als bei jenen aus Syrakus sein. Insgesamt sind die Unterschiede jedoch sehr gering, da sich die Böden und Klima sehr ähneln und zum Teil auch die gleichen Betriebe in der Denomination vertreten sind. Die Liste der DOC-Weine unterscheidet sich leicht: Im Gegensatz zur DOC Siracusa wird in Noto mit dem Moscato Liquoroso di Noto auch ein Likörwein mit meist 15 Volumenprozent Alkohol, mit einem Rest von mindestens 6,0 % potentiellem Alkoholgehalt und um die 100 Gramm/Liter Restzucker angeboten. Als DOC-Weine gibt es den einfachen Muskat nur in einer trockenen Version, den Spumante nur in einer süßen. Der Moscato Passito di Noto entspricht in seiner Charakteristik dem Muskatpassito aus Syrakus. Einen einfachen Bianco gibt es als DOC-Wein in Noto nicht. Neben den Muskatweinen spielen heute auch qualitativ anspruchsvolle Rotweine eine immer bedeutendere Rolle, in Bezug auf die Quantität übertreffen sie die Weine aus der Moscato Bianco um ein Vielfaches. Insgesamt sind fast 90 % der Rebfläche mit Rotweinsorten bestockt, davon etwa 84 % mit Nero d’Avola.
Folgende Weißweine werden sortenrein aus der Rebsorte Moscato Bianco produziert:
- Moscato di Noto
- Moscato di Noto spumante (Schaumwein)
- Moscato di Noto liquoroso (Süßwein)
- Moscato Passito di Noto oder Passito di Noto

Der Verschnittwein Noto rosso muss zu mindestens 65 % aus Nero d’Avola hergestellt werden. Höchstens 35 % andere analoge Rebsorten, die für den Anbau in der Region Sizilien zugelassen sind, dürfen zugesetzt werden.
Unter der Bezeichnung „Noto Nero d’Avola“ werden Weine produziert, die zu mindestens 85 % aus der genannten Rebsorte bestehen müssen und in letzter Zeit wesentlich an Qualität gewonnen haben. Sie gelangen als preiswerte Qualitätsweine in großen Mengen in den internationalen Handel. Höchstens 15 % andere analoge Rebsorten, die in der Region Sizilien zugelassen sind, dürfen zugesetzt werden.

## Beschreibung
laut Denomination (Auszug):

### Moscato di Noto
- Farbe: von mehr oder weniger intensiv goldgelb bis bernsteinfarben
- Geruch: charakteristisch, zart nach Moscato
- Geschmack: aromatisch, zart nach Moscato
- Alkoholgehalt: mindestens 11,5 Vol.-%
- Säuregehalt: mind. 4,5 g/l
- Trockenextrakt: mind. 20,0 g/l

### Noto rosso
- Farbe: mehr oder weniger intensiv rubinrot
- Geruch: offen, intensiv
- Geschmack: spritzig, Tannin mit einem angenehm trockenen Nachgeschmack, frisch
- Alkoholgehalt: mindestens 12,5 Vol.-%
- Säuregehalt: mind. 5,0 g/l
- Trockenextrakt: mind. 22,0 g/l